# Gielniów (gemeente)
De gemeente Gielniów is een landgemeente in het Poolse woiwodschap Mazovië, in powiat Przysuski.
De zetel van de gemeente is in Gielniów.
Op 30 juni 2004 telde de gemeente 4873 inwoners.

## Oppervlaktegegevens
In 2002 bedroeg de totale oppervlakte van gemeente Gielniów 79,17 km², waarvan:
- agrarisch gebied: 53%
- bossen: 41%

De gemeente beslaat 9,89% van de totale oppervlakte van de powiat.

## Demografie
Stand op 30 juni 2004:
| Omschrijving                   | Totaal | Totaal | Vrouwen | Vrouwen | Mannen | Mannen |
| ------------------------------ | ------ | ------ | ------- | ------- | ------ | ------ |
| eenheid                        | aantal | %      | aantal  | %       | aantal | %      |
| inwoners                       | 4873   | 100    | 2481    | 50,9    | 2392   | 49,1   |
| bevolkingsdichtheid (inw./km²) | 61,6   | 61,6   | 31,3    | 31,3    | 30,2   | 30,2   |

In 2002 bedroeg het gemiddelde inkomen per inwoner 1188,31 zł.

## Administratieve plaatsen (sołectwo)
Antoniów, Bieliny, Brzezinki, Drynia Stużańska, Gałki, Gielniów, Goździków, Huta, Jastrząb, Kotfin, Mechlin, Marysin, Rozwady, Snarki, Sołtysy, Stoczki, Wywóz, Zielonka, Zygmuntów.

## Aangrenzende gemeenten
Drzewica, Gowarczów, Opoczno, Przysucha, Rusinów